# Ernst Detlof von Krassow
Ernst Detlof von Krassow, född runt 1660 i Pommern, död 23 januari 1714, var en svensk friherre (1707) och  militär. Han var bror till Adam Philipp von Krassow. 
Krassow utmärkte sig först under skånska kriget som fänrik och löjtnant vid livgardet. Han deltog därefter i pfalziska tronföljdskriget som major och slutligen överste i de svenska hjälptrupperna till Nederländerna. 1699 blev Krassow överste för Bremiska dragonregementet, deltog i Karl XII:s polska fälttåg och utmärkte sig särskilt vid Lemberg och Fraustadt. Han blev generalmajor vid kavalleriet 1706, kvarlämnades 1708 i Polen som befälhavare för de svenska trupperna där, vilka han räddade till Pommern 1709, blev 1710 generallöjtnant och vice generalguvernör i Bremen och Verden. Han tog avsked 1712, men blev samma år vice guvernör i Wismar och 1713 åter generallöjtnant.
Ernst Detlof von Krassow hade fyra döttrar och sonen Karl Vilhelm von Krassow, född 1699, död 1735, diplomat och militär, vilken avled ogift och därmed slöt ätten.